# Municipi d'Aknīste
El municipi d'Aknīste (en letó: Aknīstes novads) és un dels 110 municipis de la República de Letònia, que es troba localitzat al sud-oest del país bàltic, i que té com a capital la ciutat d'Aknīste. El municipi va ser creat l'any 2009 després de la reorganització territorial.

## Ciutats i zones rurals
- Aknīste (ciutat i zona rural)
- Asares pagasts (zona rural)
- Gārsenes pagasts (zona rural)

## Població i territori
La seva població està composta per un total de 3.303 persones (2009). La superfície del municipi té uns 285 kilòmetres quadrats. La densitat poblacional és de 11,59 habitants per kilòmetre quadrat.